# Szaturnusz-díj a legjobb fiatal színésznek (televíziós sorozat)
A Legjobb, televíziós sorozatban szereplő fiatal színésznek járó Szaturnusz-díjat évente adja át az Academy of Science Fiction, Fantasy & Horror Films szervezet. A díjjal a televíziós sci-fi, fantasy és horror-szerepléseket jutalmazzák. A díjat elsőként 2014-ben, a 40. díjátadón osztották ki, a 2013-as televíziós alakítások méltányolására. A kategóriában férfiakat és nőket nemtől függetlenül közösen díjaznak.
Chandler Riggs az egyetlen színész, aki háromszor is elnyerte a díjat (összesen öt jelölésből).
Zackary Arthur, Max Charles, Brec Bassinger és Maisie Williams három, míg KJ Apa, Millie Bobby Brown, Alycia Debnam-Carey, Freya Allan és David Mazouz két-két jelölést szerzett (Brown egy, Bassinger és Williams kettő díjat is megnyert).

## Győztesek és jelöltek
(MEGJEGYZÉS: Az Év oszlop az adott művek megjelenési évére utal, a tényleges díjátadó ceremóniát a következő évben rendezték meg.)
A nyerteseket félkövér betűtípus és kék háttérszín jelzi.

### 2010-es évek
| Év                       | Színész(nő)          | Színész(nő)                       | Magyar cím            | Eredeti cím                 | Szerep                       |
| ------------------------ | -------------------- | --------------------------------- | --------------------- | --------------------------- | ---------------------------- |
| 2013 (40. díjátadó)      |                      | Chandler Riggs                    | The Walking Dead      | The Walking Dead            | Carl Grimes                  |
| 2013 (40. díjátadó)      | Colin Ford           | A búra alatt                      | Under the Dome        | Joe McAlister               |                              |
| 2013 (40. díjátadó)      | Jared S. Gilmore     | Egyszer volt, hol nem volt        | Once Upon a Time      | Henry Mills                 |                              |
| 2013 (40. díjátadó)      | Jack Gleeson         | Trónok harca                      | Game of Thrones       | Joffrey Baratheon           |                              |
| 2013 (40. díjátadó)      | Connor Jessup        | Éghasadás                         | Falling Skies         | Ben Mason                   |                              |
| 2013 (40. díjátadó)      | Mackenzie Lintz      | A búra alatt                      | Under the Dome        | Norrie Calvert-Hill         |                              |
| 2014 (41. díjátadó)      |                      | Maisie Williams                   | Trónok harca          | Game of Thrones             | Arya Stark                   |
| 2014 (41. díjátadó)      | Camren Bicondova     | Gotham                            | Gotham                | Macskanő                    |                              |
| 2014 (41. díjátadó)      | Maxim Knight         | Éghasadás                         | Falling Skies         | Matt Mason                  |                              |
| 2014 (41. díjátadó)      | Tyler Posey          | Teen Wolf – Farkasbőrben          | Teen Wolf             | Scott McCall                |                              |
| 2014 (41. díjátadó)      | Chandler Riggs       | The Walking Dead                  | The Walking Dead      | Carl Grimes                 |                              |
| 2014 (41. díjátadó)      | Holly Taylor         | Amerikaiak                        | The Americans         | Paige Jennings              |                              |
| 2015 (42. díjátadó)      |                      | Chandler Riggs                    | The Walking Dead      | The Walking Dead            | Carl Grimes                  |
| 2015 (42. díjátadó)      | Max Charles          | The Strain – A kór                | The Strain            | Zach Goodweather            |                              |
| 2015 (42. díjátadó)      | Frank Dillane        | Fear the Walking Dead             | Fear the Walking Dead | Nick Clark                  |                              |
| 2015 (42. díjátadó)      | Jodelle Ferland      | –                                 | Dark Matter           | Five                        |                              |
| 2015 (42. díjátadó)      | Brenock O'Connor     | Trónok harca                      | Game of Thrones       | Olly                        |                              |
| 2015 (42. díjátadó)      | Dylan Sprayberry     | Teen Wolf – Farkasbőrben          | Teen Wolf             | Liam Dunbar                 |                              |
| 2015 (42. díjátadó)      | Maisie Williams      | Trónok harca                      | Game of Thrones       | Arya Stark                  |                              |
| 2016 (43. díjátadó)      |                      | Millie Bobby Brown                | Stranger Things       | Stranger Things             | Eleven                       |
| 2016 (43. díjátadó)      | KJ Apa               | Riverdale                         | Riverdale             | Archie Andrews              |                              |
| 2016 (43. díjátadó)      | Max Charles          | The Strain – A kór                | The Strain            | Zach Goodweather            |                              |
| 2016 (43. díjátadó)      | Alycia Debnam-Carey  | Fear the Walking Dead             | Fear the Walking Dead | Alicia Clark                |                              |
| 2016 (43. díjátadó)      | Lorenzo James Henrie | Fear the Walking Dead             | Fear the Walking Dead | Christopher Manawa          |                              |
| 2016 (43. díjátadó)      | Chandler Riggs       | The Walking Dead                  | The Walking Dead      | Carl Grimes                 |                              |
| 2017 (44. díjátadó)      |                      | Chandler Riggs                    | The Walking Dead      | The Walking Dead            | Carl Grimes                  |
| 2017 (44. díjátadó)      | KJ Apa               | Riverdale                         | Riverdale             | Archie Andrews              |                              |
| 2017 (44. díjátadó)      | Millie Bobby Brown   | Stranger Things                   | Stranger Things       | Eleven                      |                              |
| 2017 (44. díjátadó)      | Max Charles          | The Strain – A kór                | The Strain            | Zach Goodweather            |                              |
| 2017 (44. díjátadó)      | Alycia Debnam-Carey  | Fear the Walking Dead             | Fear the Walking Dead | Alicia Clark                |                              |
| 2017 (44. díjátadó)      | David Mazouz         | Gotham                            | Gotham                | Bruce Wayne                 |                              |
| 2017 (44. díjátadó)      | Lili Reinhart        | Riverdale                         | Riverdale             | Betty Cooper                |                              |
| 2017 (44. díjátadó)      | Cole Sprouse         | Riverdale                         | Riverdale             | Jughead Jones               |                              |
| 2018/2019 (45. díjátadó) |                      | Maisie Williams                   | Trónok harca          | Game of Thrones             | Arya Stark                   |
| 2018/2019 (45. díjátadó) | KJ Apa               | Riverdale                         | Riverdale             | Archie Andrews              |                              |
| 2018/2019 (45. díjátadó) | Tosin Cole           | Ki vagy, doki?                    | Doctor Who            | Ryan Sinclair               |                              |
| 2018/2019 (45. díjátadó) | Cameron Cuffe        | Krypton                           | Krypton               | Seg-El                      |                              |
| 2018/2019 (45. díjátadó) | David Mazouz         | Gotham                            | Gotham                | Bruce Wayne                 |                              |
| 2018/2019 (45. díjátadó) | Cole Sprouse         | Riverdale                         | Riverdale             | Jughead Jones               |                              |
| 2018/2019 (45. díjátadó) | Benjamin Wadsworth   | Orgyilkos osztály                 | Deadly Class          | Marcus Lopez Arguello       |                              |
| 2019/2020 (46. díjátadó) |                      | Brec Bassinger                    | Stargirl              | Stargirl                    | Courtney Whitmore / Stargirl |
| 2019/2020 (46. díjátadó) | Freya Allan          | Vaják                             | The Witcher           | Ciri hercegnő               |                              |
| 2019/2020 (46. díjátadó) | Isa Briones          | Star Trek: Picard                 | Star Trek: Picard     | Dahj / Soji Asha / Sutra    |                              |
| 2019/2020 (46. díjátadó) | Maxwell Jenkins      | Lost in Space – Elveszve az űrben | Lost in Space         | Will Robinson               |                              |
| 2019/2020 (46. díjátadó) | Madison Lintz        | Harry Bosch – A nyomozó           | Bosch                 | Madeline "Maddie" Bosch     |                              |
| 2019/2020 (46. díjátadó) | Cassady McClincy     | The Walking Dead                  | The Walking Dead      | Lydia: Alpha lánya          |                              |
| 2019/2020 (46. díjátadó) | Erin Moriarty        | A fiúk                            | The Boys              | Annie January / Csillagfény |                              |

### 2020-as évek
| Év                       | Színész                | Színész                           | Magyar cím                    | Eredeti cím                          | Szerep                       |                 |
| ------------------------ | ---------------------- | --------------------------------- | ----------------------------- | ------------------------------------ | ---------------------------- | --------------- |
| 2021/2022 (50. díjátadó) | Kábel / Hálózat        | Kábel / Hálózat                   | Kábel / Hálózat               | Kábel / Hálózat                      | Kábel / Hálózat              | Kábel / Hálózat |
| 2021/2022 (50. díjátadó) |                        | Brec Bassinger                    | Stargirl                      | Stargirl                             | Courtney Whitmore / Stargirl |                 |
| 2021/2022 (50. díjátadó) | Jack Alcott            |                                   | Dexter: New Blood             | Harrison Morgan                      |                              |                 |
| 2021/2022 (50. díjátadó) | Zackary Arthur         |                                   | Chucky                        | Jake Wheeler                         |                              |                 |
| 2021/2022 (50. díjátadó) | Jordan Elsass          | Superman és Lois                  | Superman & Lois               | Jonathan Kent                        |                              |                 |
| 2021/2022 (50. díjátadó) | Alex Garfin            | Superman és Lois                  | Superman & Lois               | Jordan Kent                          |                              |                 |
| 2021/2022 (50. díjátadó) | Gus Birney             |                                   | Shining Vale                  | Gaynor Phelps                        |                              |                 |
| 2021/2022 (50. díjátadó) | Streaming              |                                   |                               |                                      |                              |                 |
| 2021/2022 (50. díjátadó) |                        | Iman Vellani                      | Ms. Marvel                    | Ms. Marvel                           | Kamala Khan / Ms. Marvel     |                 |
| 2021/2022 (50. díjátadó) | Vivien Lyra Blair      | Obi-Wan Kenobi                    | Obi-Wan Kenobi                | Leia Organa                          |                              |                 |
| 2021/2022 (50. díjátadó) | Hailee Steinfeld       | Sólyomszem                        | Hawkeye                       | Kate Bishop / Sólyomszem             |                              |                 |
| 2021/2022 (50. díjátadó) | Maxwell Jenkins        | Lost in Space – Elveszve az űrben | Lost in Space                 | Will Robinson                        |                              |                 |
| 2021/2022 (50. díjátadó) | Gaten Matarazzo        | Stranger Things                   | Stranger Things               | Dustin Henderson                     |                              |                 |
| 2021/2022 (50. díjátadó) | Sadie Sink             | Stranger Things                   | Stranger Things               | Max Mayfield                         |                              |                 |
| 2022/2023 (51. díjátadó) |                        | Jenna Ortega                      | Wednesday                     | Wednesday                            | Wednesday Addams             |                 |
| 2022/2023 (51. díjátadó) | Milly Alcock           | Sárkányok háza                    | House of the Dragon           | Rhaenyra Targaryen hercegnő (fiatal) |                              |                 |
| 2022/2023 (51. díjátadó) | Freya Allan            | Vaják                             | The Witcher                   | Ciri                                 |                              |                 |
| 2022/2023 (51. díjátadó) | Zackary Arthur         |                                   | Chucky                        | Jake Wheeler                         |                              |                 |
| 2022/2023 (51. díjátadó) | Brec Bassinger         | Stargirl                          | Stargirl                      | Courtney Whitmore / Stargirl         |                              |                 |
| 2022/2023 (51. díjátadó) | Bella Ramsey           | The Last of Us                    | The Last of Us                | Ellie Williams                       |                              |                 |
| 2022/2023 (51. díjátadó) | Igby Rigney            | Az éjféli klub                    | The Midnight Club             | Kevin                                |                              |                 |
| 2022/2024 (52. díjátadó) |                        | Xolo Maridueña                    | Cobra Kai                     | Cobra Kai                            | Miguel Diaz                  |                 |
| 2022/2024 (52. díjátadó) | Hannah Cheramy         | Kiút                              | From                          | Julie Matthews                       |                              |                 |
| 2022/2024 (52. díjátadó) | Cameron Crovetti       | A fiúk                            | The Boys                      | Ryan                                 |                              |                 |
| 2022/2024 (52. díjátadó) | Zackary Arthur         |                                   | Chucky                        | Jake Wheeler                         |                              |                 |
| 2022/2024 (52. díjátadó) | Rhenzy Feliz           | Pingvin                           | The Penguin                   | Victor "Vic" Aguilar                 |                              |                 |
| 2022/2024 (52. díjátadó) | Joe Locke              | Mindvégig Agatha                  | Agatha All Along              | Billy Maximoff / William Kaplan      |                              |                 |
| 2022/2024 (52. díjátadó) | Louis Puech Scigliuzzi | The Walking Dead: Daryl Dixon     | The Walking Dead: Daryl Dixon | Laurent Carriere                     |                              |                 |

## Rekordok

### Többszörös győzelmek
3 győzelem
- Chandler Riggs

2 győzelem
- Brec Bassinger
- Maisie Williams

### Többszörös jelölések
5 jelölés
- Chandler Riggs

3 jelölés
- Zackary Arthur
- Brec Bassinger
- Max Charles
- Maisie Williams

2 jelölés
- Freya Allan
- KJ Apa
- Millie Bobby Brown
- Alycia Debnam-Carey
- David Mazouz

## Fordítás
- Ez a szócikk részben vagy egészben  a   Saturn Award for Best Performance by a Younger Actor in a Television Series című angol Wikipédia-szócikk ezen változatának fordításán alapul.  Az eredeti cikk szerkesztőit annak laptörténete sorolja fel. Ez a jelzés csupán a megfogalmazás eredetét és a szerzői jogokat jelzi, nem szolgál a cikkben szereplő információk forrásmegjelöléseként.